# Breakin' out to the morning
《Breakin' out to the morning》，是日本女子樂團SPEED的第10張單曲。1999年5月19日發行。
單曲主打歌《Breakin' out to the morning》是同年富士電視台木曜劇場《非洲夜未眠》的主題曲。
SPEED發行的第二張Maxi單曲，和《ALL MY TRUE LOVE》有一首副歌《EVERYDAY, BE WITH YOU》是以Eriko with Crunch名義發表的。
在Oricon週榜最高排行第2位；在榜期間銷量為58.2萬張，是2000年解散前SPEED單曲銷量中最不理想的。但仍獲得日本唱片業協會的白金唱片認證。

## 收錄曲目
1. Breakin' out to the morning
2. EVERYDAY, BE WITH YOU
3. Breakin' out to the morning（Instrumental）
4. （Instrumental）
5. EVERYDAY, BE WITH YOU（Instrumental）